# Izidor Ratar
Izidor Ratar ili Izidor Radnik (špa.: San Isidro Labrador) (Madrid, oko 1070. – Madrid, 15. svibnja 1130.), španjolski farmer i katolički svetac. Njegov blagdan se slavi 15. svibnja.

## Životopis
Rođen je oko 1070. od skromnih roditelja. Veoma mlad je radio kao nadničar po tuđim poljima. Izidor brzo ostaje siroče bez oca i majke pa je počeo raditi kao najamni radnik ratar kod bogata posjednika Vera. Zbog marljivosti ga Vera brzo zavoli što se nije svidjelo drugim slugama. Oni su ga iz zavisti počeli kod gospodara optuživati da on doista ne radi te da previše vremena posvećuje pobožnosti. 
Nakon što su Almoravidi osvojili Madrid, Izidor bježi u Torrelagunu. Tu je upoznao djevojku Maricu, u koju se zaljubio te je oženio. Kada su se prilike poboljšale, Izidor se vraća u Madrid. Ondje se zaposlio kod Ivana de Vargasa. Kasnije je postavljen nadstojnikom nad svom njegovom zemljom. Umro je 15. svibnja 1130. u Madridu. Bio je pokopan na mjesnom groblju Svetog Andrije, a godine 1170. prenesen je u crkvu istoga sveca, u kojoj je bio i kršten. Tijelo mu je ostalo neraspadnuto do danas. Blaženim ga je proglasio 1619. papa Pavao V., a svetim 1622. papa Grgur XV. U Zagrebu su isusovci u 18. st. osnovali i vodili Bratovštinu svetoga Izidora, koja je okupljala mnoge seljake iz okolice grada. 